# Myself
Albums de Jolin Tsai
Love & Live
(2009) Ultimate
(2012)
Albums par Jolin Tsai
Butterfly
(2009) Muse
(2012)
Myself est le dixième album studio de la chanteuse Jolin Tsai, sorti le 13 août 2010 sous le label Warner Music.

## Liste des titres
| No  | Titre                                                 | Durée |
| --- | ----------------------------------------------------- | ----- |
| 1.  | Mei Ren Ji (美人計, Honey Trap)                       | 3:34  |
| 2.  | Missed Call (Interlude)                               | 0:28  |
| 3.  | Wan Ai Zhi Tu (玩愛之徒, Love Player)                 | 3:26  |
| 4.  | Secret Talk (Interlude)                               | 0:26  |
| 5.  | Pai Da Xing (派大星, Party Star)                      | 3:53  |
| 6.  | Let's Start the Dance (Interlude)                     | 0:45  |
| 7.  | Hei Fa You Wu (黑髮尤物, Black-Haired Beautiful Girl) | 3:23  |
| 8.  | Wu Yan Yi Dui (無言以對, Nothing Left to Say)         | 3:46  |
| 9.  | L'amour est parti (Interlude)                         | 0:27  |
| 10. | Xiao Shang Kou (小傷口, Real Hurt)                    | 4:28  |
| 11. | Niang Zi Han (娘子漢, Macho Babe)                     | 3:20  |
| 12. | Qi Shang Ba Xia (七上八下, Butterflies in My Stomach) | 3:31  |
| 13. | Jie San Ai (解散愛, Let's Break Up)                   | 4:09  |
| 14. | I Love You Too (Interlude)                            | 0:08  |
| 15. | Ji Shi Sheng Xiao (即時生效, Take Immediate Action)   | 3:18  |